# نبيلة إرشيد
نبيلة ارشيد (ولدت عام 1964 في أوزنابروك، ألمانيا)، مخرجة وفنانة ألمانية فلسطينية تقيم في فيينا، لها عدة أعمال سنمائية ومشاركات فنية حديثة.

## أعمالها

### أفلام
- أليس فليست، 1994
- إلى أين تطير ببساط الريح؟، 2006 ، حوار رقمي بين رام الله وكامبريدج[5][6]
- وكالة سياحة، 2021. فيلم قصير عن زيارة إلى فلسطين، يقارن بين مادة بصرية صورها والد المخرجة في زيارة له للبلاد في السبعينيات وصورة هذه الأماكن بعد عقود. [7]